# Дюпрес, Клод Франсуа
Клод Франсуа Дюпре или Дюпрес (фр. Claude François Dupré или фр. Duprès; 1755—1808) — французский военный деятель, бригадный генерал (1803 год), участник революционных и наполеоновских войн.

## Биография
Родился в семье отставного лейтенанта королевской армии Луи Дюпреса (фр. Louis Duprés) и его супруги Кюнегонды Артманн (фр. Cunégonde Hartmann). 16 ноября 1776 года, 21-летним парнем, начал военную службу солдатом в гусарском полку Эстергази. К началу Революционных войн дослужился до младшего лейтенанта. Сражался в рядах Северной, затем Мозельской армий. 7 июня 1793 года при Арлоне, сумел во главе подразделения гусар пленить целую роту австрийских пехотинцев, чем привлёк к себе внимание командования. 16 августа 1793 года избран капитаном и отправился в Париж, чтобы принять командование над одним из двадцати эскадронов, созданных 3 августа постановлением Комитета общественной безопасности.
18 ноября 1793 года Дюпрес получил звание полковника, и назначен командиром 21-го конно-егерского полка. Отличился в битве при Маренго, после чего был переведён в Итальянскую армию.
7 февраля 1803 года в Марли-ле-Руа женился на Марие Грегуар (фр. Marie Catherine Augustine Grégoire; 1777—1823), от которой имел единственную дочь Огюстину (фр. Augustine Duprés; 1800—).
29 августа 1803 года произведён в бригадные генералы и возглавил 1-й субдивизион 13-го военного округа. 13 декабря 1803 года был назначен командиром бригады кавалерийской дивизии генерала Тийи в лагере Монтрёй. В кампании 1805 года участия не принимал, так как не прибыл к месту боевых действий.
17 июня 1806 года возглавил конно-егерскую резервную дивизию во французской Армии Неаполя. 13 января 1807 года привёл эти полки в Потсдам, и через 10 дней был определён в 10-й корпус маршала Лефевра. Командовал конно-егерской бригадой (19-й и 23-й конно-егерские полки) при осаде Данцига.
2 ноября 1807 года назначен командиром бригады из сводных конно-егерских полков, входившую во Второй обсервационный корпус Жиронды. Бригада входила сперва в дивизию Груши, а затем – в дивизию Фрезья. Под началом генерала Дюпон де л'Этана во главе бригады сражался в Испании. 7 июня 1808 года штурмовал, и вполне успешно, мост в Альколеа. В крайне неудачном для французов сражении при Байлене, был смертельно ранен ружейной пулей, перевезён в близлежащий город Байлен и умер через два дня. 
Когда после Байленской капитуляции Наполеона спросили, как должен был поступить генерал Дюпон де л'Этан, Император ответил: «То-же, что сделал Дюпрес – умереть!» (фр. Il fallait faire ce qu'a fait Dupré, mourir!).
В 1842 году его дочь тщетно пыталась добиться, чтобы имя Дюпреса было выбито на Триумфальной арке.

## Воинские звания
- Гусар (16 ноября 1776 года);
- Фурьер (23 апреля 1780 года);
- Вахмистр (23 ноября 1783 года):
- Старший вахмистр (4 сентября 1784 года);
- Младший лейтенант (1 апреля 1791 года);
- Лейтенант (1 августа 1792 года);
- Капитан (16 августа 1793 года);
- Полковник (18 ноября 1793 года);
- Бригадный генерал (29 августа 1803 года).

## Титулы
- Барон Дюпрес и Империи (фр. baron Duprès et de l'Empire; декрет от 19 марта 1808 года, патент не подтверждён)[2].

## Награды
Легионер ордена Почётного легиона (11 декабря 1803 года)
 Коммандан ордена Почётного легиона (14 июня 1804 года)